# René Enders
René Enders (Zeulenroda-Triebes, Turíngia, 13 de febrer de 1987) és un ciclista alemany especialista en pista. Doble medallista als Jocs Olímpics, també ha guanyat dos Campionats del món de Velocitat per equips.

## Palmarès
- 2005
  -  Campió del món júnior en Velocitat per equips (amb Maximilian Levy i Benjamin Wittmann)
- 2006
  -  Campió d'Europa sub-23 en Velocitat per equips (amb Michael Seidenbecher i Maximilian Levy)
- 2007
  -  Campió d'Alemanya en Velocitat per equips (amb Matthias John i Michael Seidenbecher)
  -  Campió d'Alemanya en Keirin
- 2008
  -  Medalla de bronze als Jocs Olímpics de Pequín en Velocitat per equips (amb Maximilian Levy i Stefan Nimke)
  -  Campió d'Alemanya en Velocitat per equips (amb Matthias John i Michael Seidenbecher)
- 2011
  -  Campió del món velocitat per equips (amb Maximilian Levy i Stefan Nimke)
  -  Campió d'Europa Velocitat per equips (amb Stefan Nimke i Robert Förstemann)
- 2012
  -  Medalla de bronze als Jocs Olímpics de Londres en Velocitat per equips (amb Maximilian Levy i Robert Förstemann)
- 2013
  -  Campió del món velocitat per equips (amb Maximilian Levy i Stefan Bötticher)
  -  Campió d'Europa Velocitat per equips (amb Maximilian Levy i Robert Förstemann)
  -  Campió d'Alemanya en Velocitat per equips (amb Richard Assmus i Robert Förstemann)
- 2014
  -  Campió d'Alemanya en Velocitat per equips (amb Richard Assmus i Robert Förstemann)

### Resultats a laCopa del Món
- 2011-2012
  - 1r a Cali i Londres, en Velocitat per equips
- 2012-2013
  - 1r a Glasgow, en Velocitat per equips
- 2013-2014
  - 1r a Manchester i Aguascalientes, en Velocitat per equips
- 2014-2015
  - 1r a Londres, en Velocitat per equips
- 2015-2016
  - 1r a Cali i Cambridge, en Velocitat per equips